# Фанфан
«Фанфан» («Fanfan») — французька романтична кінокомедія 1993 року, знята режисером Александром Жарденом, з Венсаном Пересом і Софі Марсо у головних ролях.

## Сюжет
Двадцятип'ятирічний Александр, студент-медик, збирається одружитися з Лорою, дуже милою і хазяйновитою дівчиною. Вона прекрасно готує і вважає домашні капці чудовим подарунком коханому на День Святого Валентина. Разом вони вже п'ять років. Замовлено пишну вінчальну сукню, складено списки гостей, запечатано запрошення — залишилося тільки віднести їх на пошту. Однак у заміському будинку своїх друзів, літньої закоханої пари Ті та Мод, Александр зустрічає дуже красиву, товариську і вельми рішучу дівчину Фанфан і відразу піддається її чарівності. Фанфан вчиться на парфумера. Парфумером і викладачем у парфумерній школі є і її бабуся Мод. Її батько працює клоуном у цирку (про матір жодної інформації у фільмі немає). Ті — художник, працює декоратором у театрі. Для того, щоб заробити гроші на знімання невеликої кімнатки, Фанфан дає уроки акробатики дітям. У Александра у квартирі в клітках живуть крокодил, качка, курчата, у кріслі сидить кролик, а на балконі гуляє коза. Фанфан палко закохується в Александра, але називає його «ненормальним»: він згоден займатися сексом із Лорою, проте від Фанфан тримається на відстані, дозволяючи собі тільки вечеряти з нею при свічках або вальсувати в театральних костюмах, зображуючи закохану пару XIX століття. Свою поведінку він виправдовує тим, що не хоче миритися зі згасанням пристрасті: через це він уже пройшов із Лорою. У дитинстві велику душевну рану завдала йому легковажність матері: за його словами, він часто бачив вранці в її спальні все нових і нових чоловіків. Александр щасливий бачити Фанфан щодня — і тільки; їй же цього дуже мало. Чи зможе Фанфан домогтися від Александра взаємності?

## У ролях
- Софі Марсо: Фанфан
- Венсан Перес: Александр
- Марина Дельтерм: Лора
- Мешлен Прель: Мод
- Жерар Сеті: Ті
- Патрік Обрі: президент
- Жерар Кайо: батько Лори
- Жан-Марі Корніль: господар
- Беатріс Естерле: мати Фанфана
- П'єр Жеральд: старий
- Максім Ломбар: адвокат
- Марсель Марешаль: батько Фанфана
- Аріель Семенофф: мати Лори
- Самюель Соньйо: Франк
- Бруно Тодескіні: Поль
- Матильда Вітрі: дружина хазяїна будинку
- Тьєррі Лермітт: епізод

## Знімальна група
- Режисер: Александр Жарден
- Продюсер: Ален Терзян
- Сценарист: Александр Жарден
- Оператор: Жан-Ів Ле Мене
- Композитор: Ніколя Жорель